# Onthophagus amamiensis
Onthophagus amamiensis là một loài bọ cánh cứng trong họ Bọ hung (Scarabaeidae).